# Старая Смоленская дорога

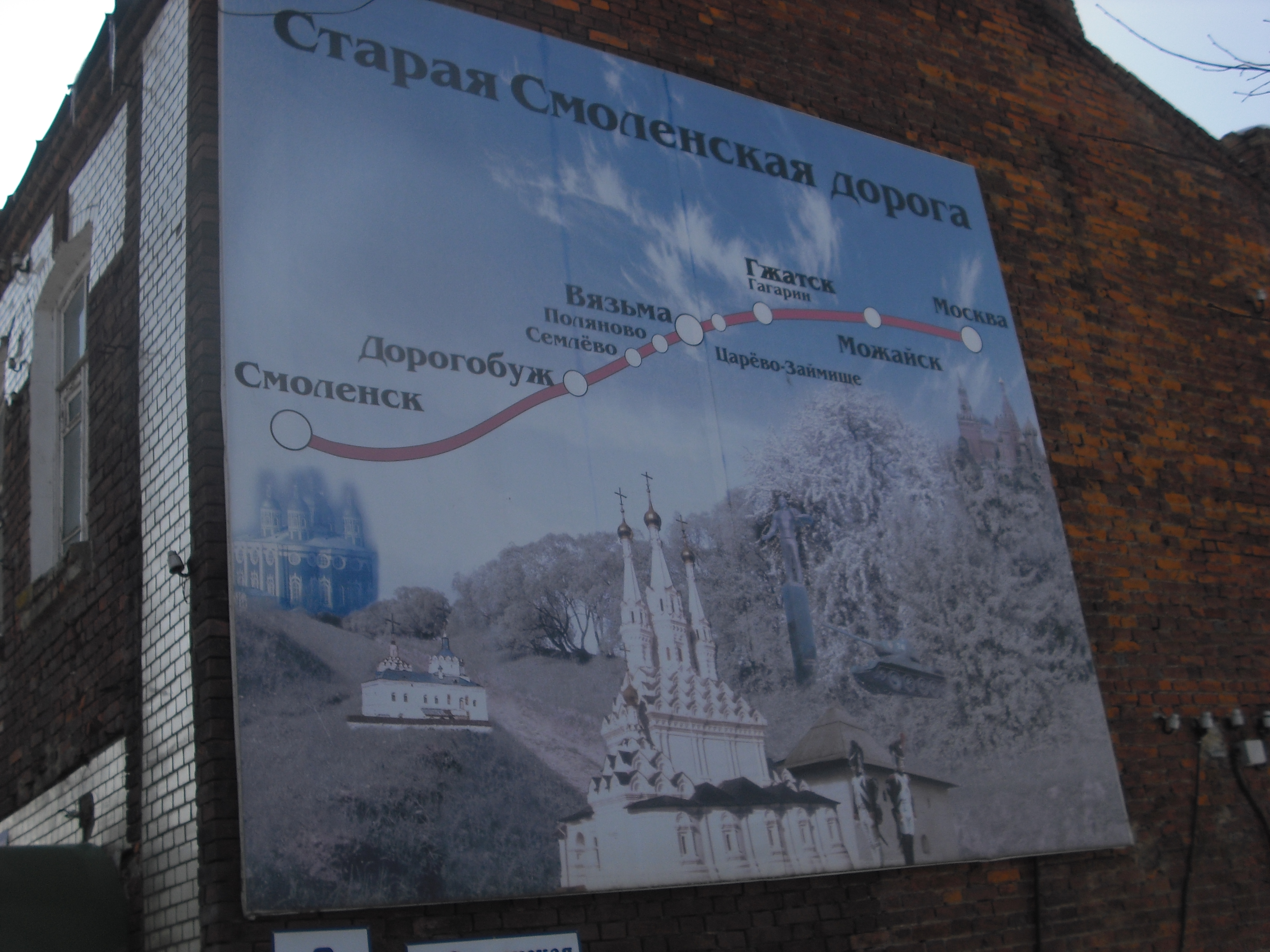
Карта Старой Смоленской дороги (Вязьма).

Ста́рая Смоле́нская доро́га (изн. Смоленская дорога, Смоле́нский тракт) — историческая дорога (тракт) в Смоленской и Московской областях, соединявшая Московский Кремль и Смоленскую крепость.
На участке Смоленск — Кардымово — Дорогобуж — Вязьма совпадает с дорогой Р134, после Вязьмы дороги расходятся: Р134 — на север в сторону Зубцова, Старая Смоленская — на восток в сторону Можайска. Другим остатком Смоленского тракта в Московской области является автодорога А100 «Можайское шоссе». После строительства автодороги Москва – Брест, которое было завершено в 1940 году, Старая Смоленская дорога утратила общегосударственное значение и используется в основном для внутриобластных сообщений, а в некоторых местах исчезла совсем и не просматривается даже в виде просек на картах. В хорошем состоянии поддерживаются участки от Смоленска до Дорогобужа и от Вязьмы до Бушуково. От Бушуково до урочища Чёботово обычная лесная дорога. От Вязьмы до Гагарина дорога практически не прослеживается.

## История и развитие
Возникновение Старой Смоленской дороги датируется XIV—XV веками. Дорога являлась старейшим и кратчайшим водно-сухопутным путём из Европы в Московские земли. Её описание можно найти в «Записках о Московитских делах» (Вена, середина XVI века) австрийского посла Герберштейна, книгах Мейерберга и «Путевых записках» стольника П. А. Толстого. Путь из Смоленска в Москву был сложным, тяжёлым и опасным. По свидетельству А. Мейерберга (1661 год), на протяжении 130 верст между Вязьмой и Можайском дорога шла через сплошной лес, «пустынность которого охраняется одной деревней Царёво-Займище». Адольф Лизек (1675 год) писал, что «Путь от Смоленска до Москвы сколько опасен от медведей, столько и скучен по причине непрерывных лесов. Единственная между этими городами дорога идет по полосе вырубленного леса шириною около 30 футов с бревенчатою по болотам настилкою».
Позднее дорога выпрямляется, становится прямоезжей и полностью сухопутной. Только к XVIII веку дорога полностью формируется, приобретает свои очертания, обрастает постоялыми дворами, почтовыми станциями и путевыми столбами.
По проекту инженера Ивана Соловьёва в XVIII веке бывшая грунтовая сезонная дорога получила щебёночное покрытие, чуть позже жителями окрестных поселений под руководством Ивана Глинки у деревни Соловьёво было построено два плавучих моста через Днепр, Соловьёва переправа, и по дороге стало возможным круглогодичное сообщение между Смоленском и Москвой.
По Смоленской дороге отходили русские войска под натиском армии Наполеона в ходе Отечественной войны 1812 года. По ней же Наполеон с остатками большой армии отступал из России на запад, начиная с Вязьмы. По сообщениям современников, в октябре 1812 года из Москвы, по трактам Калужскому и Смоленскому, в "смешанном страхе за своим вождем потянулись наутёк" французские войска.
Боевые действия в ходе Великой Отечественной войны 1941—1945 гг. оставили самый значительный след за всю многолетнюю историю Старой Смоленской дороги. Повторяя события 1812 года, обессиленная Красная армия отступала к Москве, ожесточенно сопротивляясь натиску фашистских войск. Вплоть до 1943 года линия фронта проходила в районе пос. Уваровка, а немецкие войска, чьё наступление окончательно увязло ввиду ожесточенного сопротивления со стороны советских солдат, начали готовиться к обороне в районе Дурыкино, упоминаемого в географии Старой Смоленской дороги. В 1943 году, повторяя путь армии Наполеона, немецкие войска стали отступать по всей линии фронта в результате Ржевско-Вяземской операции.
С событиями войны 1812 года и Великой Отечественной войны связаны ожесточённые бои на соловьёвской переправе.
Долгое время по части маршрута дороги от Вязьмы до Смоленска проходило основное европейское дорожное направление от Москвы, на этом участке дорога притянута к руслу реки Днепр и имеет менее рассечённый рельеф (технологическое преимущество), нежели рельеф маршрута современной спрямлённой трассы М1 «Беларусь».

## Населенные пункты
- Дорогобуж
- Кардымово

## Современное состояние
Вдоль дороги большое количество братских могил и памятников бойцам Великой Отечественной на местах ожесточённых боёв.
Бо́льшая часть пути совпадает с современными участками проезжих трасс. Тем не менее, имеются недействующие участки дороги, пройти по которым возможно только пешим способом (через лес) и вплавь (через реки). Проехать насквозь по дороге невозможно ввиду непреодолимых препятствий (отсутствие действующих переездов через железнодорожные пути в городе Вязьма, заросшие просеки). Бо́льшая часть недействующих участков доступна для проезда на внедорожниках, приспособленных к проходу через броды.
Между городами Москва и Можайск существует действующий участок дороги, проходящий по Кутузовскому проспекту Москвы и Можайскому шоссе (А100) Москвы и Московской области.
Между городами Можайск и Гагарин (Гжатск) дорога является частично проезжей. Она продолжается по действующему участку автодороги A100 через Бородинское поле и село Бородино, затем отклоняясь от действующего участка севернее в сторону поселка Уваровка. После Уваровки имеется также «условно-действующий» участок до города Гагарин.
Между городами Гагарин и Вязьма дорога не имеет действующего участка. Оставшаяся тропа пересекает трассу «Беларусь» и проходит через деревни Красная Слобода и Царево-Займище. Далее тропа уходит севернее, пересекает трассу «Беларусь», проходит через деревню Теплуха, снова пересекает трассу «Беларусь» и приходит в деревню Мясоедово. Далее тропа пересекает две железные дороги без действующих переездов и попадает на улицу Ленина города Вязьма.
От города Вязьма до села Соловьево дорога совпадает с действующим участком автодороги Р134. На этом участке между Семлёво и Дорогобужем, по состоянию на лето 2008 года, дорога имеет труднопроходимые участки.
По состоянию на осень 2014 года, участок дороги на подъезде к деревне Васино (примерно 7 км от деревни в сторону Вязьмы) можно преодолеть только на внедорожниках. От Васино в сторону Дорогобужа ведется ремонт дороги.
На участке между городом Дорогобуж и Смоленском путь, соответствующий первоначальной дороге (проходивший через Лубинское поле и не соответствующий автодороге Р134), недействующий. Соответствующий участок автодороги Р134, проходящий через поселок Кардымово, по состоянию на июнь 2014 года капитально отремонтирован; по нему налажено постоянное автобусное сообщение.